# Эдвардс, Джон Холи
Джон Хо́ли Э́двардс (англ. John Hawley Edwards; 21 марта 1850 — 14 января 1893) — английский и валлийский футболист и крикетист. Обладатель Кубка Англии в составе клуба «Уондерерс». Выступал за национальные футбольные сборные Англии и Уэльса.

## Клубная карьера
Уроженец Шрусбери, Эдвардс окончил среднюю школу Шифнала. С 1869 по 1880 год выступал за футбольный клуб «Шропшир Уондерерс», будучи также его основателем и капитаном. В сезоне 1874/75 помог команде дойти до полуфинала Кубка Англии, где «Шропшир Уондерерс» уступил клубу «Олд Итонианс».
Также выступал за легендарный клуб «Уондерерс». Первую игру за клуб провёл 4 марта 1874 года: это был матч против команды Вестминстерской школы, в которой Эдвардс отметился забитым мячом (победа «Уондерерс» со счётом 4:0). В марте 1876 года помог команде «Уондерерс» выиграть Кубок Англии. 11 марта открыл счёт в игре против «Олд Итонианс», однако Александер Бонсор сравнял счёт, и игра завершилась вничью 1:1. В переигровке, которая прошла неделю спустя, «Уондерерс» одержал уверенную победу со счётом 3:0.
Также выступал за клуб «Шрусбери» с 1876 по 1880 год, выиграв Большой кубок Бирмингема и Кубок графства Шропшир в сезоне 1877/78.
В 1880 году завершил карьеру из-за травмы колена.

## Карьера в сборных
В марте 1874 года получил свой единственный вызов в сборную Англии, сменив получившего травму другого уроженца Шрусбери Джона Уайли. 7 марта 1874 года провёл свою единственную игру за сборную Англии: это была игра против сборной Шотландии, в которой Эдварс сыграл в роли центрального нападающего. Шотландия победила со счётом 2:1.
В 1876 году Эдвардс стал первым казначеем в истории Футбольной ассоциации Уэльса. Через неделю после победной переигровки финала Кубка Англии, 25 марта 1876 года, Эдвардс сыграл за сборную Уэльса в игре против сборной Шотландии — это был первый в истории матч сборной Уэльса. Шотландцы разгромили валлийцев в Глазго со счётом 4:0.
Эдвардс является одним из двух человек, сыгравших за национальные сборные как Англии, так и Уэльса (вторым стал Роберт Эванс в 1911 году).
Также он играл в «представительских» футбольных матчах за команды северного Уэльса и графства Стаффордшир.

## Крикетная карьера
Играл в крикет за крикетные клубы графства Шропшир (1867—1876) (также был секретарём клуба), графства Уорикшир и крикетный клуб «Шрусбери».

## Вне спорта
С 1871 года работал солиситором. Позднее был клерком в магистратском суде Шрусбери на протяжении 19 лет до самой своей смерти.
Умер от рака горла в Олд Колуине (Уэльс) в январе 1893 года.

## Достижения
«Уондерерс»
- Обладатель Кубка Англии: 1876

«Шрусбери»
- Обладатель Большого кубка Бирмингема: 1877/78
- Обладатель Кубка графства Шропшир: 1877/78